# WWT London Wetland Centre
Le WWT London Wetland Centre est une réserve de zones humides gérée par le Wildfowl and Wetlands Trust dans le secteur de Barnes du Borough londonien de Richmond upon Thames, au sud-ouest de Londres, en Angleterre. Le site est formé de quatre réservoirs victoriens désaffectés nichés dans une boucle de la Tamise. 
Le centre a ouvert ses portes en 2000 et, en 2002, une superficie de 29,9 hectares a été désignée site d'intérêt scientifique spécial comme le Barn Elms Wetland Centre.

## Description
Le centre occupe plus de 40 hectares de terrain qui était auparavant occupé par plusieurs petits réservoirs. Ceux-ci ont été convertis en un large éventail d'habitats caractéristiques de zones humides avant l'ouverture du centre en mai 2000. Il s'agissait du premier projet urbain de ce type au Royaume-Uni. 
De nombreux oiseaux sauvages qui ont maintenant élu domicile dans le Centre ne peuvent être trouvés nulle part ailleurs à Londres, et il existe un nombre important de canards chipeau et de canards souchets. Parmi les autres oiseaux sauvages, on compte le butor étoilé, le canard pilet, le vanneau d'Amérique, le râle d'eau, la perruche à collier, l'épervier eurasien, l'hirondelle de rivage, le martin-pêcheur commun, le grèbe castagneux et le grèbe huppé. Le centre détient également une collection d'anatidés en captivité. 
Il accueille régulièrement des conférences et des événements concernant la préservation des animaux des zones humides de Grande-Bretagne et a été présenté dans l'émission télévisée Seven Natural Wonders de la BBC en 2005 comme l'une des merveilles de la région de Londres, en mettant l'accent sur les perruches de la région. Le site contient un grand bâtiment pour les visiteurs qui est parfois utilisé comme lieu de mariage. 
En 2012, le London Wetland Centre a été élu Réserve naturelle préférée de Grande-Bretagne aux BBC Countryfile Magazine Awards. 

## Galerie d'images

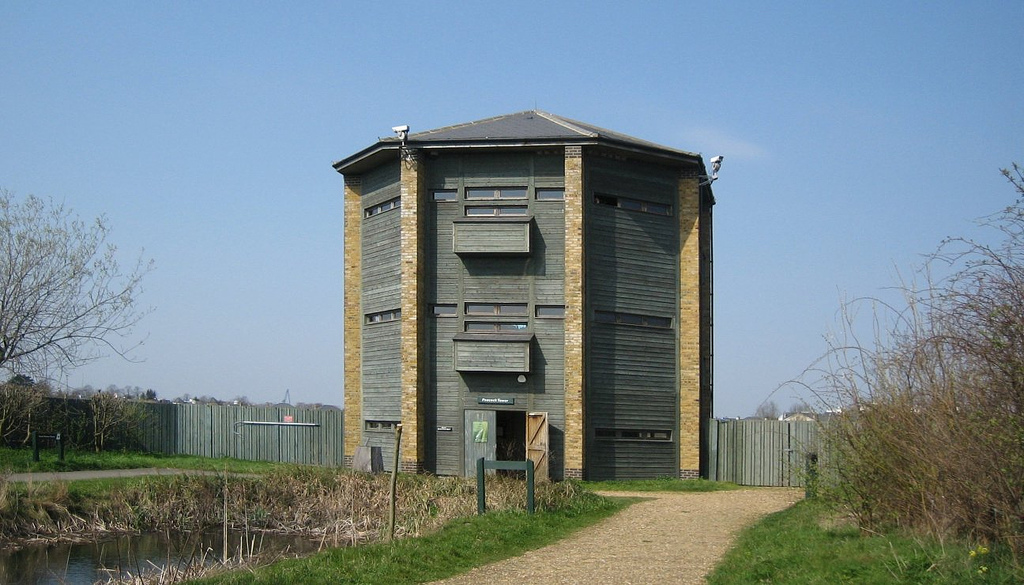
Tour d'observation
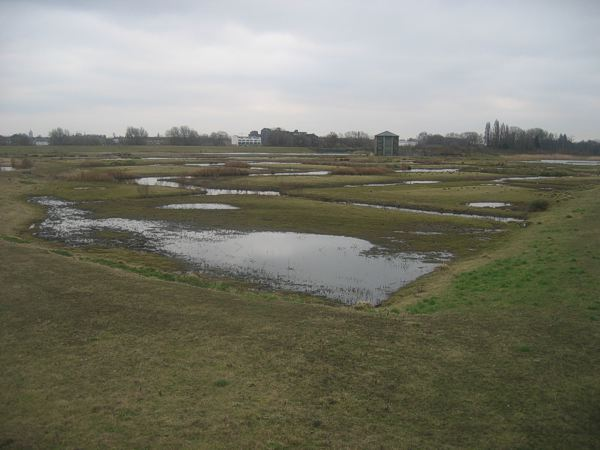
Zones humides
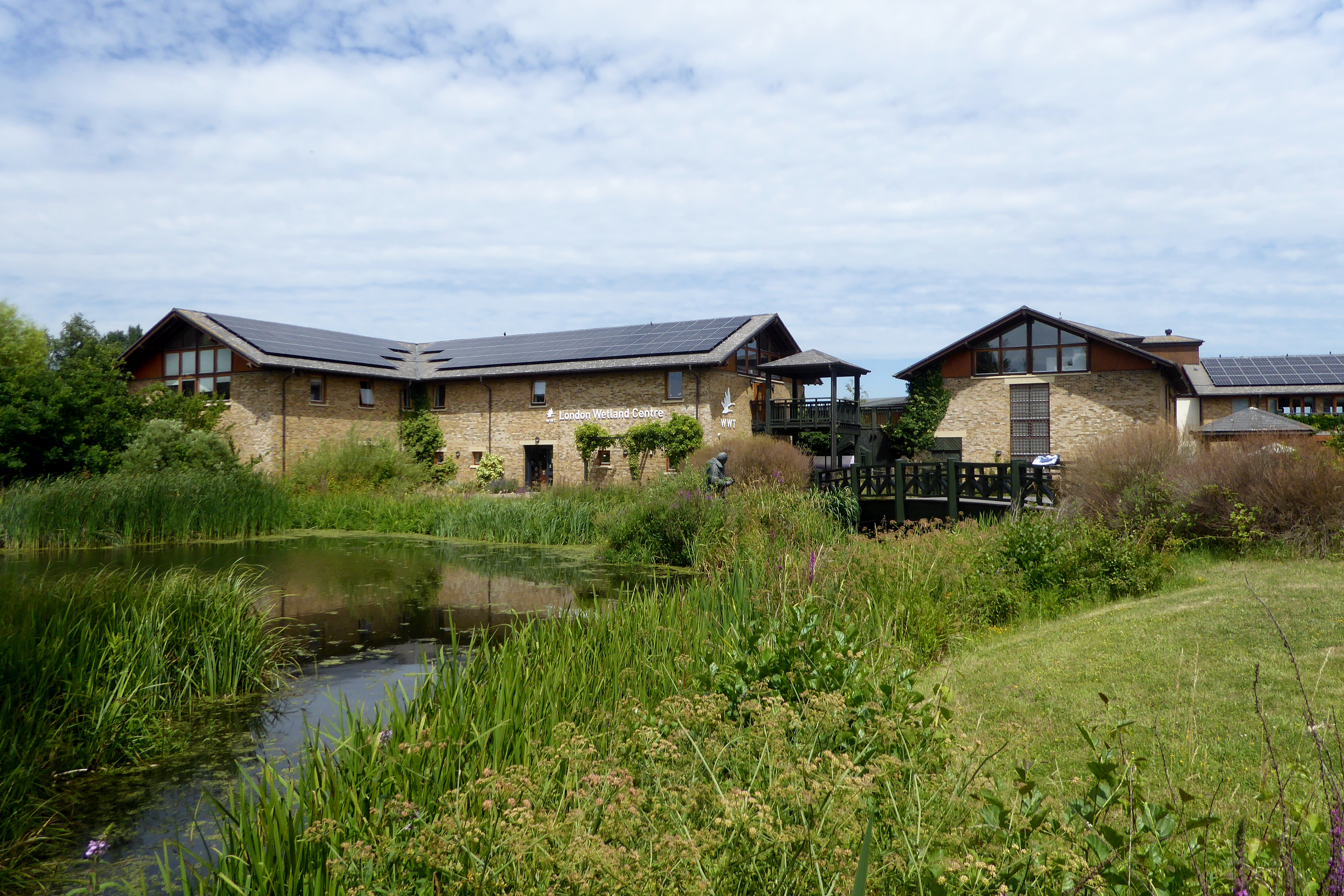
Centre d'accueil
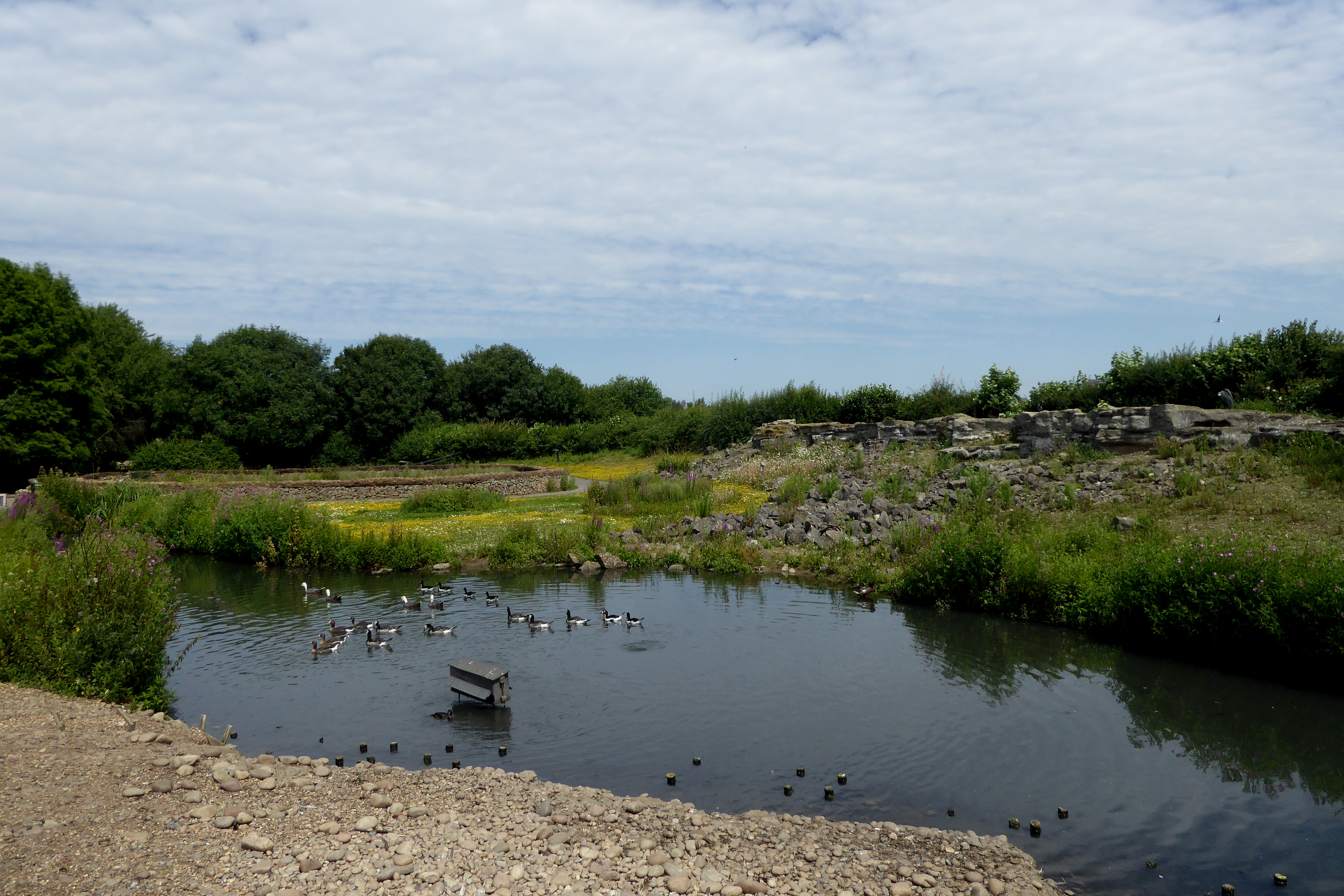
Environnement de toundra reconstitué
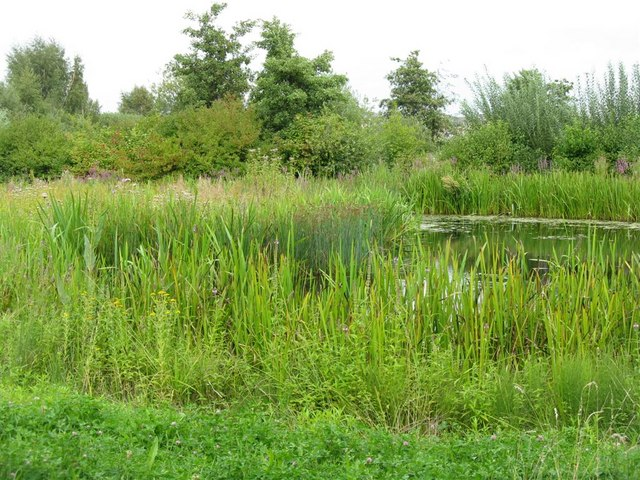
Etang
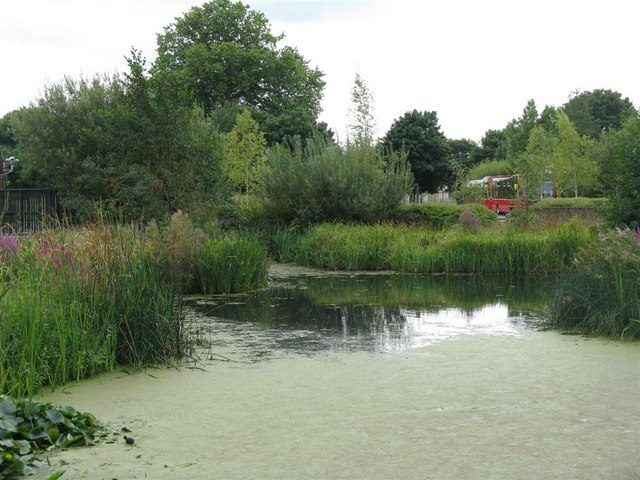
Lac
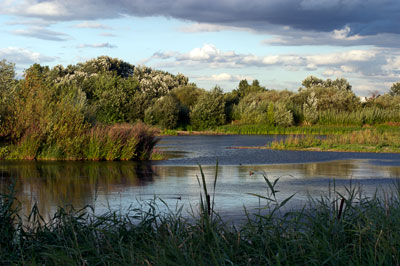

## Voir également
- Liste des sites d'intérêt scientifique spécial à Londres